# Téri Sándor
Téri Sándor (Debrecen, 1953. február 22. –) magyar színész.

## Életpályája
Édesapja Téri Árpád színész, rendező, édesanyja Hotti Éva színésznő volt. 1965-ig Debrecenben élt. 1967–1971 között a budapesti Kaffka Margit Gimnázium diákja volt. A Színház- és Filmművészeti Főiskola elvégzése (1971–1975) után 1975–1979 között a Nemzeti Színház, majd a szolnoki Szigligeti Színház tagja volt. Egy évet a kecskeméti Katona József Színházban töltött. 1984-től újra a Nemzeti Színház tagja lett. 1989 óta szabadfoglalkozású. 1993–1996 között a Magyar Színészkamara ügyvivője volt. 2000–2003 között székesfehérvári Vörösmarty Színház tagja volt. 2003–2010 között a tatabányai Jászai Mari Színház színház-szakmai igazgatóhelyettese, jelenleg szabadúszó.
Alakításait természetesség és elementáris erő jellemzi. Több televíziós film főszerepét is játszotta.

## Színházi szerepei
- William Shakespeare
  -  III. Richárd... Richard, yorki herceg, Negyedik Edward fia
  -  Lear király... OszvaldA
  -  II. Richárd... Henry Percy
  -  IV. Henrik... Harry Percy
  -  Troilus és Cressida... Aeneas
  -  Hamlet, dán királyfi... Hamlet atyjának szelleme; Színészkirály; Marcellus
  -  Othello
  -  Romeo és Júlia... Escalus
  -  Szentivánéji álom... Theseusz
  -  V. Henrik... Lord Scroop; Williams
- Anton Pavlovics Csehov
  - Cseresznyéskert... Szimeonov-Piscsik
  - Platonov szerelmei... Platonov
- Arbuzov: Egy szerelem története... Anton
- Móricz Zsigmond: Úri muri... Kisfiú
- Neil Simon:  A napsugárfiúk... Segédrendező
- Arthur Miller:  A salemi boszorkányok... Willard
- Barta Lajos:  Szerelem... Kocsárd
- Palotai Boris:  Szigorú szerelmesek... Imre
- Száraz György–Pethes György:  A hajnalok itt csendesek... Vaszkov törzsőrmester
- Katona József:  Bánk bán... Ottó; II. Endre
- Karel Čapek:  A rabló... Szomszéd
- Gladkov: Elérkezett az idő... Kozák katona
- Szalontay Mihály:  Reneszánsz szerelem
- Vörösmarty Mihály:  Csongor és Tünde... Csongor
- Johann Wolfgang von Goethe:  Faust... Brander
- Molnár Ferenc:  Játék a kastélyban... Ádám
- Trifonov: Csere... Tovt
- Schwajda György:  Csoda... Zöld Géza
- Alfred Jarry:  A láncra vert Übü... Nagyvezír; Ügyvéd
- Mihail Afanaszjevics Bulgakov:  Bíbor sziget... Fara-muci
- Erich Kästner:  Emil és a detektívek... Mittenzwei
- Bertolt Brecht–Kurt Weill:  Koldusopera... Filch
- Mati Unt: A halál árát a halottaktól kérdezd... Jaan/Jaanus
- Sarkadi Imre:  Oszlopos Simeon, avagy Lássuk Uramisten, mire megyünk... Bálint
- Mihail Afanaszjevics Bulgakov:  Fehér Karácsony... Mislajevszkij
- Kosztolányi Dezső:  Édes Anna... Druma Mózes; Tatár Gábor
- Hernádi Gyula – Jancsó Miklós – Gyurkó László:  Jöjj Délre, cimborám!... szereplő
- Károli Gáspár:  Jézus Krisztus, az embernek fia... Jézus
- Hubay Miklós:  Freud, az álomfejtő álma (Különös nyáréjszaka)... A határőr
- Makszim Gorkij:  Jegor Bulicsov és a többiek... Alekszej
- Gosztonyi János:  A festett király... I. Jeromos
- Reginald Rose:  Tizenkét dühös ember... 2. Esküdt
- Háy Gyula:  Attila éjszakái... Illek
- Tamási Áron:  Énekes madár... Préda Máté
- Kiss Irén:  Mayerlingi fondorlatok... Hoyos
- Csurka István:  Megmaradni... Örs
- Száraz György:  A megközelíthetetlen... Collot
- Stendhal:  Vörös és fekete... De La Mole márki
- Füst Milán:  Negyedik Henrik király... Ulrik
- Georges Feydeau:  Egy hölgy a Maximból... Mongicourt
- Molnár Ferenc:  Olympia... Kovács huszárkapitány
- Szabó Magda:  Sziluett... Perczel
- Kerényi Imre–Balogh Elemér–Lázár Zsigmond:  Csíksomlyói passió... Deus Pater
- Sólem Aléchem:  Hegedűs a háztetőn... Csendbiztos
- Ernst Thomas:  Aranytó... Bill
- Vajda Katalin:  Legyetek jók, ha tudtok... Ignác atya
- Anton Pavlovics Csehov:  Sirály... Dorn, Jevgenyij Szergejevics – Orvos
- Szilágyi László:  Tokaji aszú... Hámory
- Kálmán Imre:  Csárdáskirálynő... Ferdinánd főherceg
- Pozsgai Zsolt:  Jézus tanítványai... Ralph marhakereskedő; Himmelhoch építőmester; Schmidt városparancsnok
- Jókai Mór:  A kőszívű ember fiai... Haynau
- Örkény István:  Pistipistipistipisti
- Veber: Balfácánt vacsorára!... Archambaud
- Lionel Bart: Olivér!... Mr. Brownlow
- Molière:  Amphitryon... Polidasz
- Hubay Miklós:  Tüzet viszek... Valér

## Önálló estjei
- Egymás Bábelében
- A Semmiség és a Világ

## Rendezése
- Bohumil Hrabal: Házimurik (Csokonai Nemzeti Színház, Horváth Árpád Stúdiószínház)

## Filmjei

### Játékfilmek
- Mézeshetek (1975)
- Talpuk alatt fütyül a szél (1976)
- A Pogány Madonna (1980)
- Szerencsés Dániel (1983)
- Miss Arizona (1987)
- Az én XX. századom (1989)
- Magyar rekviem (1990)
- Hamis a baba (1991)
- Nyomkereső (1992)
- Franciska vasárnapjai (1997)
- Solymász Tamás (2000)
- A végső játszma (2001)
- Mansfeld (2006)
- Férfiakt (2006)
- Asterix és Obelix: Isten óvja Britanniát (2012)

### Tévéfilmek
- A tél (1968)
- Utolsó padban (1975)
- Illetlenek (1977)
- Petőfi 1-6. (1977)
- Mire megvénülünk (1978)
- Küszöbök (1978)
- Liszt Ferenc (1982)
- Mint oldott kéve 1-7. (1983)
- Orfeusz és Eurydike (1986)
- Zsarumeló (1987)
- Csillagvitéz (1987)
- A nap lovagja (1987)
- Szindbád nyolcadik utazása (1989)
- Doven ajtaja (1989)
- Eszmélet (1989)
- Gül Baba (1989)
- A megközelíthetetlen (1989)
- Razzia az Aranysasban (1991)
- A templomos lovagok kincse 1-15. (1992)
- István király (1992)
- Jónás könyve (1992)
- Maigret (1993)
- Öregberény 1-22. (1993)
- Royce (1994)
- X polgártárs (1995)
- Az öt zsaru (1999)
- Koldus és királyfi (2000)
- Kisváros (2000)
- Napóleon (2002)
- Blokád (2022)

### Szinkronszerepei
- Csillagok háborúja V: A Birodalom visszavág (Mokép-szinkron): Han Solo - Harrison Ford